# Delia lupini
Delia lupini este o specie de muște din genul Delia, familia Anthomyiidae. A fost descrisă pentru prima dată de Daniel William Coquillett în anul 1901. Conform Catalogue of Life specia Delia lupini nu are subspecii cunoscute.